# Camila Valbuena
Camila Andrea Valbuena Roa (Bogotá, 18 de fevereiro de 1997) é uma ciclista colombiana de pista e rota.  Desde 2020 corre para a equipa colombiana de categoria UCI Women's Continental Team o Colombia Tierra de Atletas Femenino.

## Trajetória em categorias menores
Camila Valbuena, destacou-se tanto em pista como em estrada. Como ciclista prejuvenil, obteve em 2013 a vitória no Campeonato Nacional da Colômbia ciclismo em contrarrelógio individual.
Em 2014, já como ciclista juvenil, obtém seu primeiro grande triunfo internacional ao coroar-se como campeã na Corrida por pontos no Campeonato do Mundo de Pista celebrado em Gwangmyeong, Coreia do Sul e três medalhas no Campeonato Pan-Americano de Ciclismo em Pista em categoria juvenil com Ouro na rota em contrarrelógio individual e Ouro nas provas de pista de Perseguição individual e Corrida por pontos. Assim mesmo se impõe de novo no Campeonato Nacional da Colômbia ciclismo em contrarrelógio individual.
Em 2015, ainda na categoria juvenil, obtém 5 medalhas no Campeonato Pan-Americano de Ciclismo com 2 medalhas em estrada, uma de Ouro em contrarrelógio individual e prata na prova de fundo em estrada, bem como 3 medalhas em pista com Ouro em Perseguição individual, Prata em Perseguição por equipas e Bronze na Corrida por pontos.

## Palmarés

### Pista
| 2014 - - Campeonato da Colômbia de Ciclismo em Pista - Ouro em Perseguição por equipas (junto com Milena Salcedo, Laura Lozano e Angie Guzmán) 2015 - - Campeonato da Colômbia de Ciclismo em Pista - Ouro em Perseguição por equipas (junto com Jessica Parra, Milena Salcedo, e Angie Guzmán) 2016 - - Campeonato da Colômbia de Ciclismo em Pista - Ouro em Perseguição por equipas (junto com Jessica Parra, Milena Salcedo, e Tatiana Donas) | 2017 - - Campeonato da Colômbia de Ciclismo em Pista - Ouro em Perseguição por equipas (junto com Jessica Parra, Milena Salcedo, e Tatiana Donas) - Ouro em Perseguição individual - Jogos Bolivarianos - Ouro em Perseguição por equipas (junto com Milena Salcedo, Jessica Parra e Tatiana Donas) - Bronze em Perseguição individual |

### Estrada
- 2016
  - 1 etapa do Tour Feminino da Colômbia[3]

- 2019
  - 2.ª no Campeonato da Colômbia Contrarrelógio sub-23 
  - 2.ª no Campeonato da Colômbia de Ciclismo em Estrada sub-23

- 2020
  - 3.ª no Campeonato da Colômbia Contrarrelógio

- 2021
  - Volta a Boyacá, mais 1 etapa

- 2022
  - 3.ª no Campeonato da Colômbia Contrarrelógio